# Clemilda Fernandes
Clemilda Fernandes Silva (São Félix do Araguaia, 25 juni 1979) is een Braziliaans voormalige wielrenster.
Fernandes Silva kwam uit voor Brazilië in de wegwedstrijd tijdens de Olympische Spelen in Londen in 2012. Ze finishte hier als 23e. Ze deed ook mee aan de individuele tijdrit, waar ze eindigde op de 18e plaats. Vier jaar later kwam ze buiten tijd over de streep in de wegwedstrijd tijdens de Olympische Zomerspelen 2016 in eigen land, in Rio de Janeiro.
Ze werd in 2019 voor acht jaar geschorst door de UCI. Met terugwerkende kracht werden al haar resultaten vanaf de Giro Rosa 2018 geschrapt.
Ze is de zus van Janildes Fernandes Silva.

## Belangrijkste overwinningen
2004
3e etappe Trophée d'Or
2005
 Braziliaans kampioene op de weg
Copa America de Ciclismo
4e etappe B Ronde van Toscane
2006
Copa America de Ciclismo
4e etappe Ronde van de Ardèche
2007
Copa America de Ciclismo
Ronde van Valdarno
2008
 Braziliaans kampioene op de weg
2012
3e etappe Ronde van El Salvador
Eindklassement Ronde van El Salvador
2013
 Braziliaans kampioene in het tijdrijden
3e etappe Ronde van El Salvador
7e etappe Ronde van El Salvador
Grand Prix GSB
2014
2e etappe Ronde van San Luis